# Miševići
Miševići su naselje u Sarajevskoj županiji, u općini Hadžići.

## Stanovništvo
Nacionalni sastav stanovništva 1991. godine, bio je sljedeći:
ukupno: 486
- Srbi - 340 (69,95%)
- Bošnjaci - 91 (18,72%)
- Hrvati - 15 (3,08%)
- Jugoslaveni - 22 (4,52%)
- ostali, neopredijeljeni i nepoznato - 18 (3,73%)